# Zion, Illinois
Zion là một thành phố thuộc quận Lake, tiểu bang Illinois, Hoa Kỳ. Năm 2010, dân số của thành phố này là 24413 người.

## Dân số
Dân số qua các năm:
- Năm 2000: 22866 người.
- Năm 2010: 24413 người.